# Norbert Wehn
Norbert Wehn (* 1959) ist ein deutscher Elektrotechniker und Professor für Mikroelektronik an der Rheinland-Pfälzischen Technischen Universität in Kaiserslautern.

## Leben
Wehn studierte von 1978 bis 1984 Datentechnik an der Technischen Universität Darmstadt und promovierte 1989 bei Manfred Glesner im Bereich VLSI-Design und Electronic Design Automation (EDA). Danach arbeitete er von 1991 bis 1997 in einer leitenden Position bei der Siemens AG in den Bereichen High-Level-Synthese, MPEG-Decoder, Embedded DRAM, Grafikspeicher. Er habilitierte sich 1995 an der TU Darmstadt und wurde 1997 zum Professor für mikroelektronische Systeme an der damaligen TU Kaiserslautern und heutigen RPTU Kaiserslautern-Landau ernannt. Von 2013 bis 2017 war er der Vizepräsident für Studium, Lehre und Internationales an der TU Kaiserslautern.

## Forschung und Lehre
Wehns Forschungsschwerpunkte umfassen Hardwarearchitekturen für Kommunikationssysteme, Fehlerkorrekturverfahren, fortgeschrittene Systems-on-a-Chip, Zuverlässigkeit integrierter Schaltkreise, Low-Power-Schaltungen, Transient Computing, neue Speicherarchitekturen, In-Memory Computing, 3D-Integration, Hardwarebeschleunigung für Maschinelles Lernen und Big-Data-Anwendungen sowie das Internet der Dinge.